# Pteridoteloides
Pteridoteloides is een kevergeslacht uit de familie van de boktorren (Cerambycidae). De wetenschappelijke naam van het geslacht werd voor het eerst geldig gepubliceerd in 1951 door Breuning.

## Soorten
Pteridoteloides is monotypisch en omvat slechts de volgende soort:
- Pteridoteloides argentellus (Fauvel, 1906)